# 2015年MTV电影大奖
2015年MTV电影大奖（英語：2015 MTV Movie Awards）于2015年4月12日在美国加利福尼亚州洛杉矶诺基亚剧院举行。喜剧演员、作家艾米·舒默担任主持。颁奖礼的全新标志由澳大利亚夫妻档艺术家Dabs Myla设计，舞台布景亦由二人完成。凯莉·奥斯本、乔什·霍洛维茨、克里斯蒂娜·加里波第和英国歌手洁西·J主持暖场秀。

## 表演嘉宾
- Fall Out Boy & Fetty Wap - 《Centuries》/《Trap Queen》[5]
- Charli XCX, Ty Dolla Sign & Tinashe - 《Famous》/《Drop That Kitty》

## 颁奖嘉宾
- 最佳女演员：范·迪塞尔
- 最惊悚表演：查尼·泰坦、乔·曼根尼罗、马修·波莫、亚当·罗德里格斯
- 提醒人们为年度电影投票：贝拉·索恩
- 开拓者奖：迈尔斯·特勒
- 最佳喜剧表演：马克·沃尔伯格、洁西·J
- 介绍Fall Out Boy和Fetty Wap的表演：扎克·埃夫隆、艾蜜莉·瑞特考斯基
- MTV年代奖并介绍《复仇者联盟2：奥创纪元》独家片段：克里斯·埃文斯、斯嘉丽·约翰逊、克里斯·海姆斯沃斯和杰瑞米·雷纳
- 最佳搭档：迈尔斯·特勒、凯特·玛拉、迈克尔·B·乔丹、杰米·贝尔
- T-Mobile最佳分手：安德斯·霍尔姆和罗根·保罗
- 最佳吻戏：瑞茜·威瑟斯彭、索菲娅·维加拉
- 介绍Charli XCX、Ty Dolla Sign和Tinashe的表演：卡拉·迪瓦伊、纳特·沃尔夫
- 最佳男演员并介绍《完美音调2》的独家片段：布兰特妮·斯诺、安娜·坎普、海莉·史坦菲德、瑞贝尔·威尔森
- 最佳喜剧表演：吉米·坎摩尔
- 介绍电视剧《惊声尖叫》预告片：贝拉·索恩
- 年度电影：道恩·强森

## 获奖及提名电影
获奖者加粗显示。提名者于2015年3月4日公布。

### 年度电影
- 《星运里的错》
- 《美国狙击手》
- 《消失的爱人》
- 《银河护卫队》
- 《饥饿游戏3：嘲笑鸟（上）》
- 《塞尔玛游行》
- 《爆裂鼓手》

### 最佳男演员
- 布莱德利·库珀 《美国狙击手》
- 安塞尔·埃尔格特 《星运里的错》
- 克里斯·普瑞特 《银河护卫队》
- 查尼·泰坦 《狐狸猎手》
- 迈尔斯·特勒 《爆裂鼓手》

### 最佳女演员
- 谢琳·伍德蕾 《星运里的错》
- 斯嘉丽·约翰逊 《超体》
- 詹妮弗·劳伦斯 《饥饿游戏3：嘲笑鸟（上）》
- 艾玛·斯通 《鸟人》（又名：无知的意外之美）
- 瑞茜·威瑟斯彭 《走出荒野》

### 最佳突破表演
- 迪伦·奥布莱恩 《移动迷宫》
- 埃拉·科尔特兰 《少年时代》
- 安塞尔·埃尔格特 《星运里的错》
- 大卫·奥伊罗 《塞尔玛游行》
- 裴淳华 《星运里的错》

### 最惊悚表演
- 詹妮弗·洛佩兹 《隔壁的男孩》
- 迪伦·奥布莱恩 《移动迷宫》
- 扎克·吉尔福德 《人类清除计划2》
- 裴淳华 《消失的爱人》
- 安娜贝拉·沃丽斯 《安娜贝尔》

### 最佳银幕搭档
- 戴夫·弗兰科、扎克·埃夫隆 《邻居大战》
- 布莱德利·库珀、范·迪塞尔 《银河护卫队》
- 塞斯·罗根、詹姆斯·弗兰科 《采访》
- 安塞尔·埃尔格特、谢琳·伍德蕾 《星运里的错》
- 乔纳·希尔、查尼·泰坦 《龙虎少年队2》

### 最佳无上装表演
- 扎克·埃夫隆 《邻居大战》
- 安塞尔·埃尔格特 《狐狸猎手》
- 克里斯·普瑞特 《银河护卫队》
- 凯特·阿普顿 《情敌复仇战》

### 最佳打斗场面
- 迪伦·奥布莱恩 vs. 威尔·普尔特 《移动迷宫》
- 塞斯·罗根 vs. 扎克·埃夫隆 《邻居大战》
- 迈克尔·基顿 vs. 爱德华·诺顿 《鸟人》
- 乔纳·希尔 vs. 吉利安·贝尔 《龙虎少年队2》
- 克里斯·埃文斯 vs. 塞巴斯蒂安·斯坦 《美国队长2：冬日战士》

### 最佳吻戏
- 谢琳·伍德蕾、安塞尔·埃尔格特 《星运里的错》
- 克里斯·埃文斯、斯嘉丽·约翰逊 《美国队长2：冬日战士》
- 萝丝·拜恩、豪斯顿·塞奇 《邻居大战》
- 詹姆斯·弗兰科、塞斯·罗根 《采访》

### 最惊人场面
- 萝丝·拜恩、塞斯·罗根 《邻居大战》
- 迈尔斯·特勒 《爆裂鼓手》
- 罗莎里奥·道森、安德鲁斯·霍尔姆 《业内前五》
- 查理·戴、杰森·苏戴奇斯 《恶老板2》
- 乔纳·希尔 《龙虎少年队2》

### 最佳反派
- 梅丽尔·斯特里普 《魔法黑森林》
- 彼特·丁拉基 《X战警：逆转未来》
- 吉利安·贝尔 《龙虎少年队2》
- 裴淳华 《消失的爱人》
- J·K·西蒙斯 《爆裂鼓手》

### 最佳歌舞场面
- 詹妮弗·劳伦斯 《饥饿游戏3：嘲笑鸟（上）》
- 比尔·哈德尔、克里斯汀·韦格 《崩溃姐弟》
- 迈尔斯·特勒 《爆裂鼓手》
- 塞斯·罗根、扎克·埃夫隆 《邻居大战》
- 克里斯·帕拉特 《银河护卫队》

### 最佳喜剧表演
- 查尼·泰坦 《龙虎少年队2》
- 克里斯·洛克 《业内前五》
- 凯文·哈特 《定制伴郎》
- 萝丝·拜恩 《邻居大战》
- 克里斯·帕拉特 《银河护卫队》

### 最佳银幕变身
- 伊丽莎白·班克斯 《饥饿游戏3：嘲笑鸟（上）》
- 埃拉·科尔特兰 《少年时代》
- 佐伊·索尔达纳 《银河护卫队》
- 埃迪·雷德梅尼 《万物理论》

### MTV开拓者奖
- 谢琳·伍德蕾

### 喜剧天才奖
- 凯文·哈特

### MTV年代奖
- 小罗伯特·唐尼

### 最佳英雄
- 迪伦·奥布莱恩 《移动迷宫》
- 谢琳·伍德蕾 《分歧者2：叛乱者》
- 马丁·弗里曼 《霍比特人：五军之战》
- 克里斯·帕拉特 《银河护卫队》